# Mizque
Mizque (Quechua Misk'i ‚süß‘) ist eine Landstadt im Departamento Cochabamba im südamerikanischen Anden-Staat Bolivien.
Die Ortschaft wurde am 20. September 1603 von den Spaniern gegründet.

## Lage im Nahraum
Mizque ist zentraler Ort des Municipios Mizque und Sitz der Verwaltung der Provinz Mizque. Die Ortschaft liegt auf einer Höhe von 2014 m im Tal des Río Uyuchama in der Gebirgskette der Cordillera Oriental.

## Geographie
Mizque liegt zwischen den Gebirgsketten der Cordillera Oriental und der Cordillera Central. Das Klima ist geprägt durch ganzjährig frühlingshafte Temperaturen und geringe Niederschläge.
Die Jahresdurchschnittstemperatur der Region liegt bei etwa 20 °C (siehe Klimadiagramm Mizque) und einem Jahresniederschlag von 550 mm. Wärmster Monat ist der November mit einem Durchschnittswert von gut 22 °C, kälteste Monate sind Juni und Juli mit etwa 17 °C. Von April bis Oktober herrscht Trockenzeit mit Niederschlägen unter 25 mm, feuchteste Monate im langjährigen Durchschnitt sind die Monate Dezember bis Februar mit mehr als 100 mm.

## Verkehrsnetz
Mizque liegt in einer Entfernung von 150 Straßenkilometern südöstlich von Cochabamba, der Hauptstadt des Departamentos.
Die Stadt liegt an einer asphaltierten Landstraße, die nach Nordwesten hin durch das Valle Alto nach Cochabamba führt, auf der anderen Seite als Nationalstraße Ruta 23 in südlicher Richtung nach Aiquile. Die Ortschaft verfügt über eine tägliche Busverbindung nach Cochabamba.
Mizque liegt auch an der ehemaligen Bahnlinie Cochabamba-Aiquile. Die Reise mit dem Ferrobus von und nach Cochabamba dauerte etwa doppelt so lange wie mit dem Bus. Die Linie wird nicht mehr befahren (Stand 2023).

## Bevölkerung
Die Einwohnerzahl der Ortschaft ist in den vergangenen beiden Jahrzehnten auf das Doppelte angestiegen:
| Jahr | Einwohner | Quelle       |
| ---- | --------- | ------------ |
| 1992 | 1863      | Volkszählung |
| 2001 | 2677      | Volkszählung |
| 2012 | 3474      | Volkszählung |
| 2024 |           | Volkszählung |

## Töchter und Söhne der Gemeinde
- Casimira Rodríguez, erste bolivianische Ministerin mit Quechua-Herkunft